# Approches fonctionnelles de la grammaire
 (avril 2016).
Si vous disposez d'ouvrages ou d'articles de référence ou si vous connaissez des sites web de qualité traitant du thème abordé ici, merci de compléter l'article en donnant les références utiles à sa vérifiabilité et en les liant à la section « Notes et références ».
Les  approches fonctionnelles de grammaire sont les approches relatives à l’étude du langage qui estiment que les fonctions linguistiques et leurs éléments sont indispensables à la compréhension du processus et de la structure d’une langue. Elles s'inscrivent dans un courant fonctionnaliste plus vaste.

## Explications
Les approches fonctionnelles linguistiques existent puisqu’une langue est fondamentalement un outil de communication. Il semble donc évident de déduire que ces différentes structures sont mieux étudiées et comprises selon les fonctions qu’elles exercent. Les approches fonctionnelles de grammaire diffèrent des approches formelles. Effectivement, les approches formelles cherchent à définir les différents éléments de la langue et à décrire de quelle façon ils se rapportent les uns aux autres de la même manière qu’un système de règles formelles ou qu’une opération. 
Les approches fonctionnelles, quant à elles, définissent tout d’abord les fonctions exercées oralement et rattachent ensuite ces fonctions aux éléments linguistiques auxquels elles se rapportent. Cela signifie que les approches fonctionnelles de grammaire tendent à prêter attention à la façon dont la langue est réellement employée dans un contexte de communication, et non pas simplement aux relations formelles existantes entre les différents éléments linguistiques. 
Au sens large les approches implicites propres à la linguistique descriptive et à la typologie des langues trouvent leurs places parmi les catégories de la linguistique fonctionnelle.

## Théoriciens
Né des travaux du Danois Louis Hjelmslev et du Français André Martinet, le fonctionnalisme prône une grammaire fondée sur la reconnaissance de « fonctions » du langage. Cette démarche, reprise par Simon C. Dik de l’Université d'Amsterdam dans les années 1970, a encore subi plusieurs modifications depuis. Son expression la plus achevée est exposée dans l'édition posthume en deux volumes de « The Theory of Functional Grammar » de 1997.

## Système
Il existe plusieurs théories grammaticales distinctes qui utilisent une approche fonctionnelle :
- Le fonctionnalisme structurel de l’École de Prague fut le premier système fonctionnaliste développé au cours des années 1920.
- La syntaxe fonctionnelle développée par André Martinet à travers ses deux œuvres principales : Langue et fonction (1962) et Études de syntaxe fonctionnelle (1975). Martinet fait partie des linguistes français les plus célèbres et peut être considéré comme le père fondateur du fonctionnalisme français.
- La grammaire fonctionnelle, originellement développée au cours des années 1970 et 1980, puis reprise par Simon Dik a influencé et inspiré de nombreuses approches fonctionnelles. Cette approche fut développée par le linguiste Kees Hengeveld dans son ouvrage intitulé Functional Discourse Grammar.
- La grammaire systémique fonctionnelle développée par Michael Halliday va à l’encontre de cette approche de grammaire fonctionnelle. En effet, celui-ci affirme que le fonctionnement d’une langue « doit être fondé sur une analyse fonctionnelle, puisque la langue a évolué dans le processus de la réalisation de certaines fonctions critiques, et puisque les hommes interagissent avec leur environnement « éco-social » ». Halliday reprend les approches de Karl Bühler et de Bronisław Malinowski.
- La « grammaire des rôles et de la référence » (Role and reference grammar), développée par Robert Van Valin, s’emploie dans un cadre analytique mais adopte un point de vue plutôt formel. Dans la « grammaire des rôles et de la référence », la transposition d’une phrase dans une autre langue est énoncée à partir de sa structure sémantique et ses fonctions communicatives, mais également à partir des procédés grammaticaux utilisés pour exprimer ses différents sens.
- La grammaire fonctionnelle du Cercle linguistique de Prague associe le structuralisme de Ferdinand de Saussure et de Louis Hjelmslev en mettant un point d’honneur à la pragmatique et au discours.
- La grammaire lexicale-fonctionnelle développée par Joan Bresnan et Ronald Kaplan au cours des années 1970 est un genre de grammaire structurale. Contrairement à la grammaire de dépendance, celle-ci se concentre sur la syntaxe en tenant compte du rapport morphologie-sémantique.

Simon Dik définit la grammaire fonctionnelle de la façon suivante :

« D’un point de vue fonctionnel, une langue est tout d’abord un modèle de référence conceptualisé comme un instrument d’interaction social entre êtres humains, avec pour objectif d’établir des relations communicantes. C’est alors que l’on peut tenter de révéler l’instrumentalité linguistique dans les limites du possible en veillant à respecter l’utilisation et l’objectif de ces termes lors d’interactions sociales. En d’autres termes, le langage naturel fait partie intégrante de la compétence de communication. »

Si l’on met l’accent sur la fonction communicative et le contexte social d’une langue, il est clair que cette approche diffère nettement des autres, qui soulignent uniquement les approches formelles, comme la grammaire générative développée par Noam Chomsky. La grammaire fonctionnelle est fortement associée à la typologie linguistique qui reprend les grandes lignes des travaux de Joseph Greenberg.

## Fonctions grammaticales
Il existe de nombreuses fonctions grammaticales, et ce, à tout niveau. Prenons par exemple la phonologie, où la petite unité distinctive, appelée le phonème, doit se distinguer des autres unités lexicales.
- Fonction sémantique : décrit le rôle de chaque participant aux situations ou actions exprimées (complément d’agent, émetteur, destinataire, etc.).
- Fonction syntaxique : définit les différents points de vue adoptables dans la présentation d’une expression linguistique (sujet et complément d’objet).
- Fonction pragmatique : définit le statut informationnel des éléments de façon qu’ils soient déterminés par le contexte pragmatique de l’interaction verbale (thème, rhème, et prédicat).